# Tomáš Babák
Tomáš Babák (* 28. Dezember 1993 in Jilemnice, Tschechien) ist ein tschechischer Handballspieler. Babák wird zumeist auf Rückraum Mitte eingesetzt.

## Karriere

### Verein
Der 1,86 m große und 80 kg schwere Rechtshänder spielte für HBC Ronal Jičín zunächst mit der zweiten Mannschaft in der zweiten tschechischen Liga, seit der Saison 2010/11 in der Extraliga. Dort wurde er zum Talent des Jahres 2012 und zum wertvollsten Spieler 2013 gekürt. In der Saison 2012/13 führte er Jičín mit 178 Toren zur ersten Meisterschaft. Ab Sommer 2013 stand er beim Schweizer Verein TSV St. Otmar St. Gallen, wo bereits Filip Jícha seine erste Auslandsstation hatte, unter Vertrag und ist in seiner ersten Spielzeit bereits bester Scorer seines Teams. Mit St. Otmar schied er im EHF Europa Pokal 2013/14 bereits in der 1. Runde aus. Seit dem Sommer 2016 läuft er für den deutschen Zweitligisten Bergischer HC auf.

### Nationalmannschaft
Tomáš Babák stand im Aufgebot der tschechischen Junioren-Auswahlmannschaften bei der U-18-Europameisterschaft 2010 und der U-20-Europameisterschaft 2012, wo er mit 53 Treffern zweitbester Torschütze des Turniers wurde.
Er debütierte am 12. Juni 2013 gegen Israel und bestritt bislang 92 Länderspiele, in denen er 280 Tore erzielte. Mit der Tschechischen A-Nationalmannschaft nahm der Spielmacher an der Europameisterschaft 2014 teil, schied aber bereits nach der Vorrunde aus. Er stand im Kader für die Europameisterschaft 2024 und belegte mit Tschechien den 15. Platz. Bei der Weltmeisterschaft 2025 warf er acht Tore in sechs Spielen und kam mit der Auswahl auf den 19. Rang.

## Statistik
| Liga      | Saison    | Verein                   | Tore | Spiele | Ø   |
| --------- | --------- | ------------------------ | ---- | ------ | --- |
| Extraliga | 2010/11   | HBC Ronal Jičín          | 146  | 28     | 5,2 |
| Extraliga | 2011/12   | HBC Ronal Jičín          | 165  | 32     | 5,2 |
| Extraliga | 2012/13   | HBC Ronal Jičín          | 178  | 30     | 5,9 |
| NLA       | 2013/14   | TSV St. Otmar St. Gallen | 85   | 18     | 4,7 |
| Extraliga | 2010–2013 | Gesamt                   | 489  | 90     | 5,4 |
| NLA       | 2013–2014 | Gesamt                   | 85   | 18     | 4,7 |

## Erfolge
- Tschechischer Meister 2012/13
- Torschützenkönig der Extraliga 2012/13
- Most Valuable Player der Extraliga 2012/13
- Talent des Jahres der Extraliga 2011/12
- Zweitbester Torschütze der U-20-Europameisterschaft 2012